# Nicholas Saunderson
Nicholas Saunderson (Thurlstone, 1682 — Cambridge, 19 de abril de 1739) foi um matemático inglês.
De acordo com um destacado historiador da estatística, ele pode ter sido o descobridor original do teorema de Bayes.

## Matemática
Sua importância foi como um professor carismático e habilidoso exatamente na época em que a matemática começou a se tornar importante na Universidade de Cambridge. Parte do papel de Saunderson como professor lucasiano era disseminar os Principia Mathematica de forma que fosse acessível a alunos de graduação e tutores universitários. Por fim, por meio de suas aulas durante seu mandato, ele reformou o decadente currículo tradicional de Cambridge para enfatizar a matemática e a filosofia natural newtoniana, defendendo-a dos oponentes. Ele forneceu a primeira introdução sistemática ao cálculo diferencial, detalhada em sua obra póstuma The Method of Fluxions Applied to a Select Number of Useful Problems (O Método das Fluxões Aplicadas a um Número Selecionado de Problemas Úteis).
Saunderson não seguiu a prática comum de publicar seu trabalho; no entanto, manuscritos de suas palestras e tratados estavam em circulação e foram usados por vários indivíduos notáveis, incluindo os astrônomos James Bradley na Universidade de Oxford, Samuel Vince na Universidade de Cambridge e John Harrison para autoeducação antes de projetar o cronômetro marinho. Depois que ele morreu, seu trabalho The Elements of Algebra in Ten Books foi publicado em seu nome.
 

A descoberta do teorema de Bayes permanece um tópico controverso na história da matemática. Embora seja certo que foi descoberto antes do tempo de Thomas Bayes, há vários candidatos à prioridade, incluindo Saunderson. Na época, grande parte da pesquisa matemática era realizada por meio da troca de cartas particulares e por meio de discussões verbais, em vez de publicações. O historiador de estatísticas Stephen Stigler concluiu que Saunderson foi o descobridor mais provável após tentar rastrear algumas dessas cartas e discussões, mas foi contestado por outros estatísticos. Apropriadamente para uma questão sobre probabilidade, parece provável que a questão nunca será resolvida completamente, mas permanecerá como uma crença probabilística sobre Saunderson e outros.